# 1962年2月5日の日食

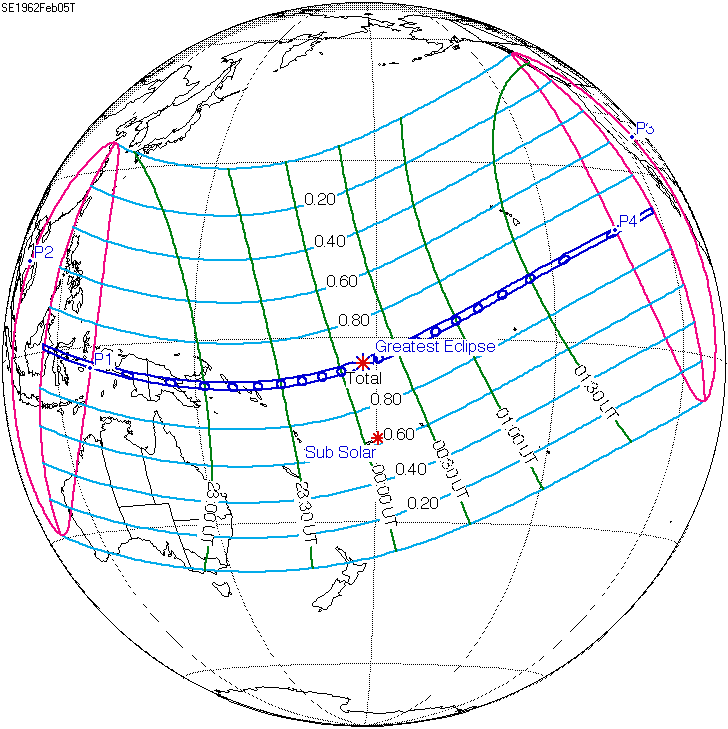

1962年2月5日の日食は、1962年2月5日に観測された日食である。インドネシア、オランダ領ニューギニア、パプアニューギニア委任統治領、イギリス領ソロモン諸島、アメリカ領の離島パルミラ環礁で皆既日食が観測され、オセアニアのほとんどと周辺の一部で部分日食が観測された。

## 通過した地域
皆既帯が通過した、皆既日食が見えた地域はインドネシア東部、オランダ領ニューギニア（現在インドネシアに併合されている）、オーストラリア管轄下のパプアニューギニア委任統治領（現在のパプアニューギニア）、イギリス領ソロモン諸島（現在のソロモン諸島）（現地時間2月5日）、合衆国領有小離島のパルミラ環礁（現地時間2月4日）で、全部島だった。
また、皆既日食が見えなくても、部分日食が見えた地域は中国南東部、日本南西部、インドシナ半島南東部、マレー半島最南端、マレー諸島のほとんど（スマトラ中西部を除く）、オーストラリアのほとんど（南西端と南東端を除く）、ミクロネシア全部、メラネシア全部、ポリネシア中北部、アメリカ合衆国アラスカ州南東端、カナダ南西部沿岸、アメリカ本土西部、メキシコ北西部。そのうち約半分は国際日付変更線の西にあり、2月5日に日食が見え、残り東の半分では2月4日に見えた。
多くのアジア地域で、この日食が見えた2月5日が旧正月の当日であった。

## 観測
京都大学の観測隊はパプアニューギニア委任統治領第二の都市、東部の港ラエで皆既日食を観測し、スペクトルを分光測色法で分析し、内層コロナの光度を測定した。